# 파테-110

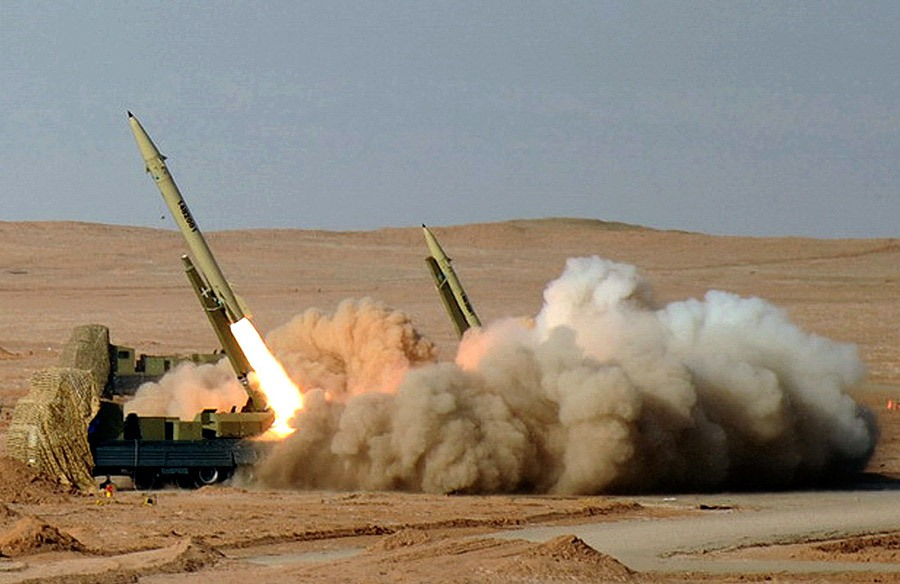

파테-110(Fateh-110)은 이란이 개발한 고체연료 미사일이다. 북한과 시리아에도 수출되었다.

## 개요
기존의 스커드 미사일을 대체하기 위해 탄두중량 600kg, 구경 610mm, 사거리 210km 인 무유도 고체로켓 젤잘 2호에 유도기능을 넣은 것이다. 1995년부터 개발을 시작하였으며, 2002년에 실전배치하였다.

## 버전
- 1세대 파테-110, 2002년, 사거리 200km
- 2세대 파테-110, 2005년, 사거리 250km
- 3세대 파테-110, 2010년, 사거리 300km
- 4세대 파테-110, 2012년, 사거리 300km, 100% 정밀유도
- 대함 미사일, 2011년, 사거리 300km
- 시리아 M-600, 사거리 250km
- 파테-313, 사거리 500km

## 사용국가

### 북한
북한에도 수출되었다고 여러 출처에서 언급되고 있으며, 탄도 미사일인 세질 또한 수출되었다는 정황이 포착되고 있다. 2011년, 독일 일간신문 디 벨트가 북한이 이란과 시리아가 공동개발한 M-600 미사일을 생산하기 위해 MTCR에서 수출을 금지한 머레이징강의 생산기술을 시리아에게 제공했다고 보도하였다.

### 시리아
시리아도 공동개발에 참여하였는데, 이 미사일을 M-600 미사일이라고 부른다. 2002년 시험발사에 성공하였으며, 2004년 사거리가 250km로 연장되었다. 2010년 이스라엘 언론은 시리아가 M-600 미사일 수백발을 레바논의 헤즈볼라에게 공급했다고 보도했다.

### 2013년 공습
2013년, 이스라엘은 시리아 내전 중에 전격적으로 시리아를 침공해 무기 저장소를 전투기로 공습했으며 이 무기창고에 시리아가 레바논의 헤즈볼라에게 공급하려던 이란산 파테 미사일이 있었다고 이스라엘 정부가 주장하였다.

## 같이 보기
- 이란 이슬람 공화국군
- 파테-313
- 파즈르-5